# 3-MCPD

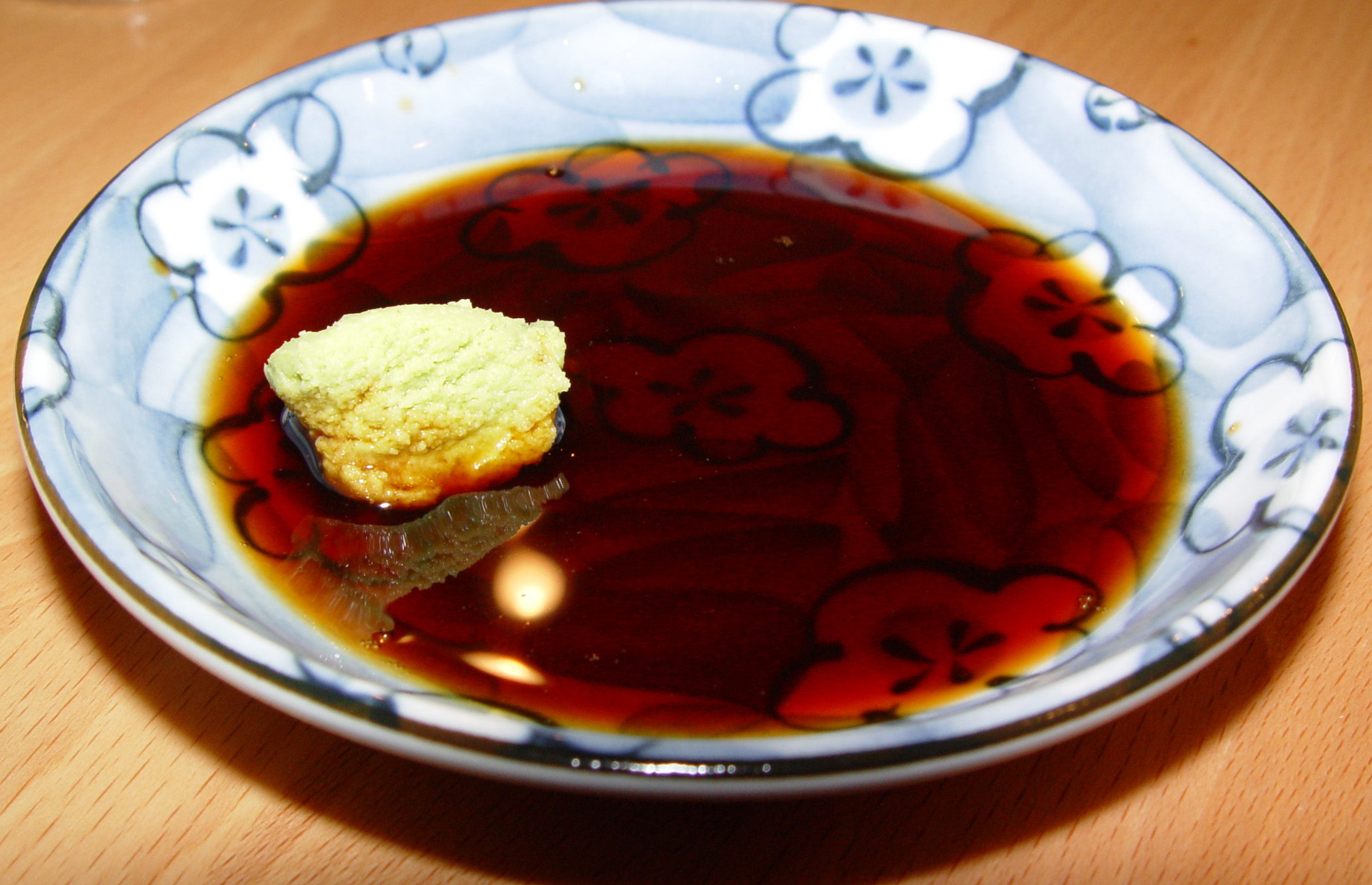
Xì dầu (nước tương), đặc biệt là của Trung Quốc chứa rất nhiều chất 3-MCPD gây hại cho sức khỏe

3-MCPD (tên hóa học: 3-monochloropropane-1,2-diol hoặc 3-chloro-1,2-propanediol hoặc 3-monochloropropanols), có công thức hóa học là C3H7O2Cl, là một chất hóa học thuộc nhóm chloropropanols tức các hợp chất phát sinh do dùng acid HCl đậm đặc thủy phân thực vật giàu protein trong quy trình sản xuất thực phẩm. Chất Triglyceride (C3H5(OH)3) trong chất béo khi tác dụng với axit chlohydric (HCl) thì tạo thành 3-MCPD và 3 dẫn xuất khác (1,3-DCP; 2,3-DCP; và 2-MCPD). 3-MCPD được tạo thành do sự phản ứng giữa dẫn xuất Clo và chất béo trong quá trình chế biến thực phẩm. Phản ứng được thúc đẩy nhanh hơn khi xảy ra ở nhiệt độ cao (gia nhiệt).

## Tồn tại
3-MCPD có thể tìm thấy ở tất cả những loại thực phẩm mà quá trình chế biến chúng có sự kết hợp giữa chất béo, axit clohydric và gia nhiệt. Đặc biệt là ở xì dầu (hay nước tương) vì là một loại thực phẩm được sản xuất từ quá trình lên men và chuyển hoá đậu tương (đậu nành) bởi vi sinh vật (Aspergillus oryzae hoặc A. sojae), tuy nhiên trong công nghệ sản xuất hiện nay người ta thường sử dụng nguyên liệu là khô đậu tương (đã tách dầu) rồi thủy phân bằng axit clohydric (HCl).
Đậu tương là một loại đậu giàu protein và chất béo, vì vậy việc thủy phân protein đậu tương bằng axit HCl và những bước tiếp theo trong quá trình chế biến tương đã thúc đẩy quá trình tạo ra chất 3-MCPD. Đặc tính giàu protein và chất béo đã làm cho tương sản xuất theo phương pháp này trở thành một nguồn 3-MCPD cao nhất so với những thực phẩm khác. Ở Việt Nam, phát hiện sản phẩm nước tương Tàu vị yểu hiệu Đông Cô tại Tây Ninh chứa hàm lượng 3-MCPD vượt tiêu chuẩn cho phép tới 200 lần, hiện hàm lượng 3-MCPD theo tiêu chuẩn Việt Nam là 1 mg/kg sản phẩm; trong khi hàm lượng 3-MCPD theo tiêu chuẩn EU là 0,2 mg/kg cơ thể mỗi ngày.

## Tác hại
Cho đến hiện nay, giới khoa học chỉ mới xác định được rằng với nồng độ 3-MCPD ở mức tối thiểu 1.1 mg/kg thể trọng, có thể gây thương tổn hệ sinh sản của chuột cống đực, thương tổn dạng tăng sinh và tạo khối u ở thận trên mô hình thực nghiệm động vật. Thương tổn gia tăng khi liều lượng tiếp xúc gia tăng, và chưa tìm thấy gây độc cho gen (có tìm thấy dựa trên nghiên cứu mô biệt lập nhưng với liều rất cao). Các thương tổn này đưa đến kết luận là 3-MCPD được xếp vào nhóm hoá chất gây ung thư có đáp ứng theo liều lượng nhưng không gây độc cho gen (có nghĩa là có nguy cơ gây bệnh đối với cá thể tiếp xúc chứ chưa có bằng chứng sẽ tạo đột biến gen, di truyền cho thế hệ sau).
Dựa trên kết quả đó, giới khoa học phải chấp nhận suy luận ngoại suy là 3-MCPD vẫn có thể có nguy cơ gây hại cho con người. Từ 2002, nhiều quốc gia trên thế giới đã tiến hành nghiên cứu, khảo sát và thiết lập ngưỡng tiếp xúc được cho là tương đối an toàn đối với hoá chất này. 3-MCPD là một hoá chất được sinh ra trong quá trình sử dụng acid HCl thủy phân đạm thực vật trong chế biến thực phẩm và sản phẩm nước tương và tương tự là những sản phẩm chứa 3-MCPD với nồng độ cao nhất. Do đó mới có quy định về nồng độ 3-MCPD trong sản phẩm này khá chặt chẽ. Các nhà khoa học khi nghiên cứu về chất 3-MCPD trong nước tương thường nói là có nguy cơ bị ung thư.